# Karl Bennewitz von Loefen der Ältere

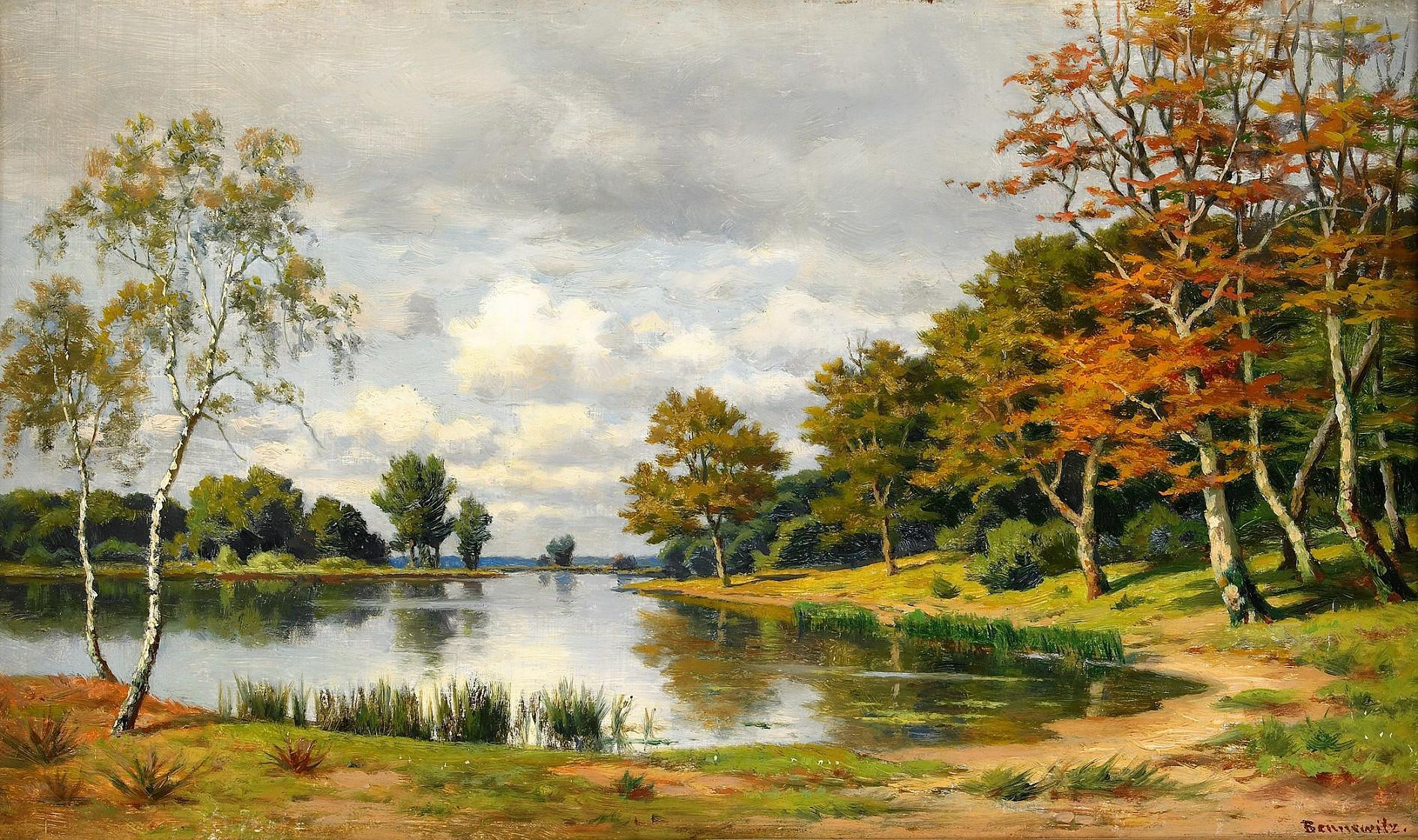
Landschaft mit See

Karl Wilhelm Leopold Bennewitz von Loefen, bekannt als Karl Bennewitz von Loefen der Ältere (* 15. November 1826 in Thorn; † 31. August 1895 in Eutin), war ein deutscher Landschaftsmaler. Er war der Vater von Karl Bennewitz von Loefen dem Jüngeren.

## Leben
Karl Bennewitz von Loefen d. Ä. studierte an der Preußischen Akademie der Künste in Berlin beim Landschaftsmaler Wilhelm Schirmer und in München in der Malschule für Landschaftsmalerei von Albert Zimmermann.
Nach dem Studium war er in Berlin als freischaffender Künstler tätig.

## Tod und Grabmal

Das Erbbegräbnis Bennewitz von Loefen mit dem von Ignatius Taschner stammenden Grabdenkmal

Karl Bennewitz von Loefen der Ältere starb 1895 im Alter von 68 Jahren in Eutin. Beigesetzt wurde er auf dem Friedhof II der Jerusalems- und Neuen Kirche vor dem Halleschen Tor in Berlin. In dem Erbbegräbnis ruhen auch seine Gattin Ida geb. Cramer (1828–1908), der Sohn Fritz (1854–1932) und die Tochter Elise (1864–1934). Zudem liegt das Grab von seinem Sohn Karl dem Jüngeren (1856–1931) und dessen Frau Emy geb. Schlieper (1853–1899) in der Nähe.
Das künstlerisch bemerkenswerte, im Jugendstil verfasste Grabdenkmal stammt von dem Bildhauer Ignatius Taschner, der auch den benachbarten Grabpfeiler für die Schwiegertochter Emy schuf. An der sich nach oben verjüngenden Stele aus Sandstein befindet sich an der Vorderseite ein Reliefmedaillon. Das Marmortondo zeigt eine Frau mit langen Haaren und schmalem Stirnband im Profil. Die Inschrift „ARS“ identifiziert sie als Personifikation der Kunst, was auf das Schaffen des Verstorbenen verweist.